# Stenus croceatus
Stenus croceatus är en skalbaggsart som beskrevs av Thomas Casey. Stenus croceatus ingår i släktet Stenus och familjen kortvingar. Inga underarter finns listade i Catalogue of Life.